# João Mira Gomes

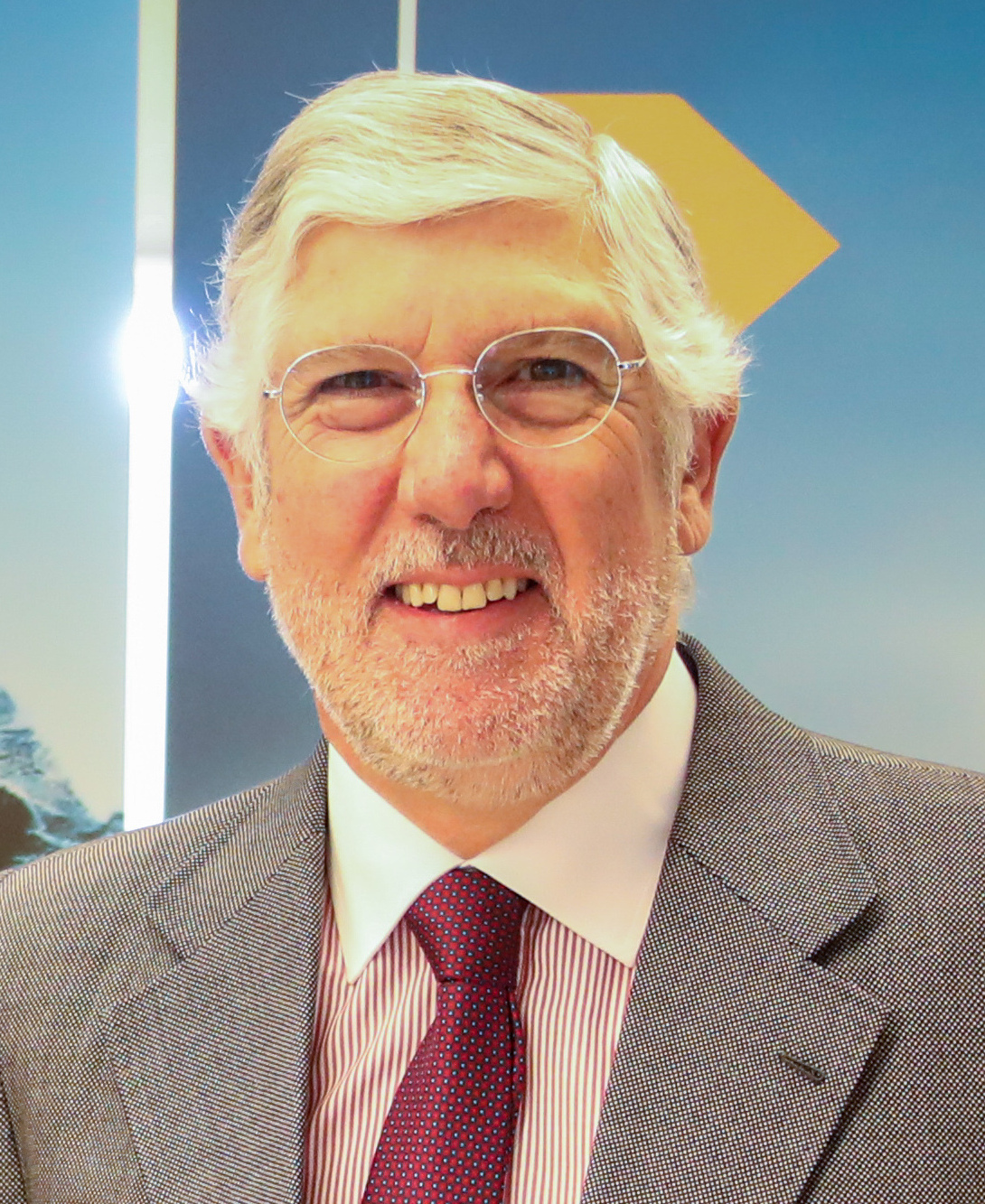
João Mira Gomes (2025)

João António da Costa Mira Gomes (* 4. Dezember 1959 in Carnaxide) ist ein portugiesischer Diplomat.

## Leben
Er besuchte die Schulen Colégio S. Francisco Xavier im Resteloviertel im Lissabonner Stadtteil Belém, die Escola São Julião in Carcavelos und das Liceu Nacional in Oeiras. Von 1976 bis 1983 studierte er Rechtswissenschaften an der Katholischen Universität Portugal. Danach trat er in den diplomatischen Dienst Portugals ein und arbeitete als Attaché im Außenministerium Portugals. Von 1987 bis 1993 gehörte er den ständigen Delegation Portugals bei der NATO in Brüssel an. Von Januar bis Juli 1992 war er Sprecher der Überwachungsmission der Europäischen Gemeinschaft im ehemaligen Jugoslawien. Von 1993 bis 1996 diente er als diplomatischer Berater des Gouverneurs von Macau, wobei er 1994 zum Botschaftsrat befördert wurde.
1996 übernahm er die Funktion des Büroleiters des Generaldirektors für politische Angelegenheiten im Außenministerium. Es folgte von 1997 bis 2000 ein Einsatz als Europakorrespondent und Direktor der Abteilung für Gemeinsame Außenpolitik, in dieser Zeit war er von 1997 bis 1999 auch Sonderkoordinator für den Westbalkan.
Im Jahr 2000 wurde er Geschäftsträger der portugiesischen Botschaft in Sofia in Bulgarien. 2001 wurde er stellvertretender Missionsleiter an der Botschaft in Frankreich in Paris, bis er 2005 Vertreter Portugals im Ausschuss für Politik und Sicherheit der Europäischen Union und Ständiger Vertreter bei der Westeuropäischen Union (WEU) wurde. 2006 übernahm er das Amt des Staatssekretärs für nationale Verteidigung und maritime Angelegenheiten, das er bis 2009 ausübte.
Im September 2010 wurde er Ständiger Vertreter Portugals im Nordatlantikrat in Brüssel. Am 30. November 2015 wurde er portugiesischer Botschafter in Deutschland. Von 2020 bis 2025 war er Botschafter in Spanien. Seit 2025 ist er Ständiger Vertreter Portugals bei den Vereinten Nationen in Genf.

## Persönliches
João Mira Gomes ist verheiratet und Vater zweier Kinder. Er spielt Tennis und betreibt Rad- und Motorsport.